# Chafariz de Entrecampos

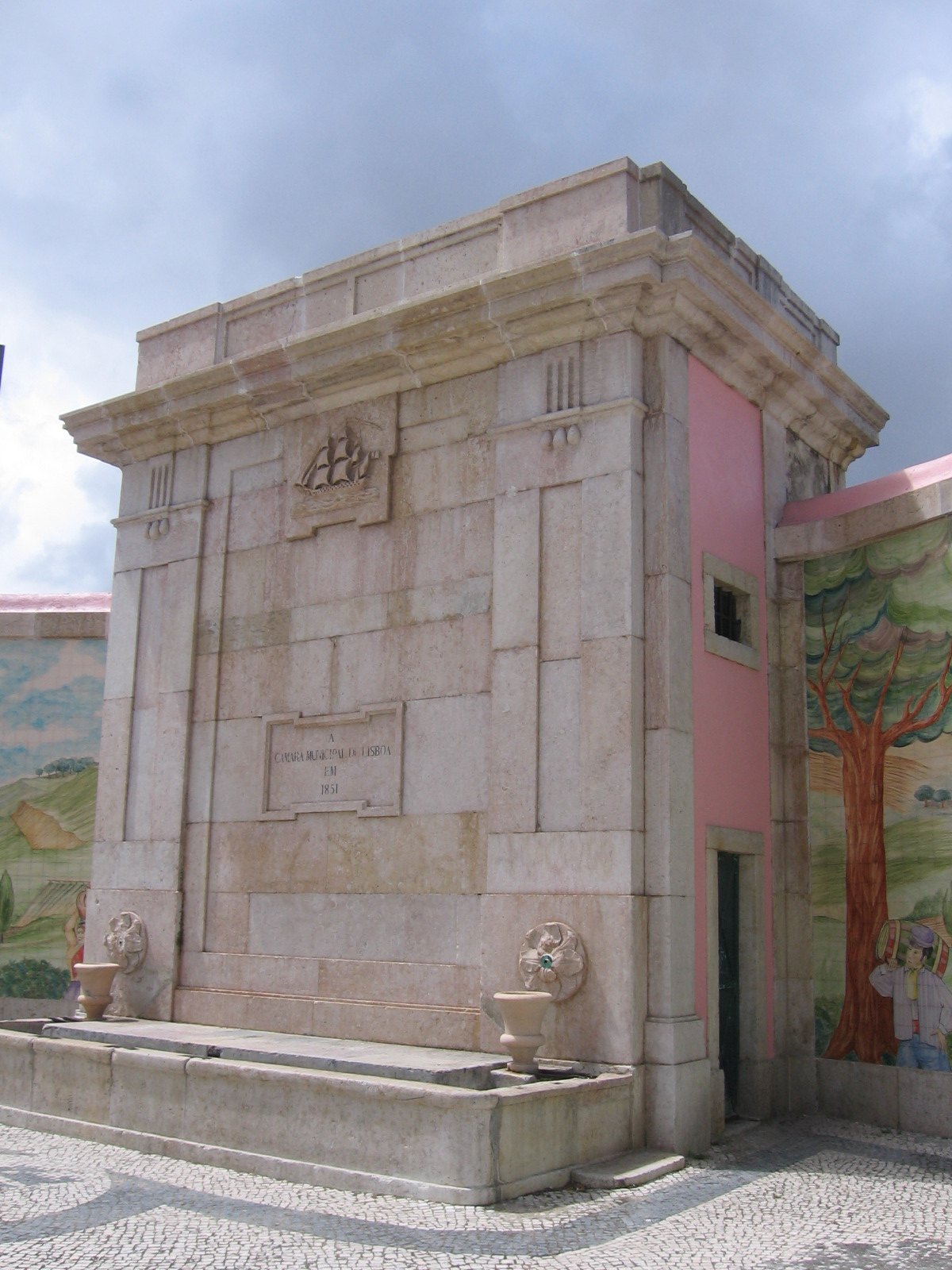
Chafariz de Entrecampos

O Chafariz de Entrecampos encontra-se situado no início da rua de Entrecampos, na freguesia de Alvalade em Lisboa e fazia parte do conjunto de chafarizes ligados ao Aqueduto das Águas Livres.
Foi edificado no ano de 1851. Era abastecido a partir da Galeria de Santana por meio de um encanamento que saía de São Sebastião da Pedreira.
Este chafariz está encimado pelas armas da cidade. O painel de azulejos que o enquadra representa uma vista panorâmica da zona de Entrecampos.